# 奥田製薬
奥田製薬株式会社（おくだせいやく）は大阪府大阪市北区天満に本社を置く製薬会社である。1897年創業。

## 会社概要
1897年に創業者の奥田春吉が奈良県生駒郡に同社の前身である「奥田薬院」を設立。独学でつくり上げた「奥田胃病薬」を無料で配布し、関西で評判を集めると共に、1928年には大阪支店を設立。その後1951年に改組、現在の本社がある大阪の天満に本社と工場を移す。
創業当時より胃腸薬では関西随一の知名度を持ち、「奥田胃腸薬」（第2類医薬品）は“和漢の生薬”として、関西ローカルではあるものの、テレビ・ラジオでは一貫して毎日放送でCMが放送されている（「素人名人会」放送終了で近年テレビでのCM放送はなくなったものの、ラジオでは現在でもCMが放送されている）。また近年では日刊スポーツのラ・テ欄のページでの広告や、日刊ゲンダイなどで記事として取り上げられて、知名度をあげるケースも多くなっている。
関西を地盤としているため、他の地域に営業拠点はないものの、問屋を通じて販売網を全国に持っていることもあり、胃腸薬のほかに脳神経薬・心臓薬などでも、その名を知られている。
マツモトキヨシオリジナルブランドの鎮痛剤ディパシオなどの製造元でもある。